# Les Liens du sang (film, 2008)
Pour les articles homonymes, voir Les Liens du sang.
Cet article concerne le film de Jacques Maillot. Pour le film de Wesley Strick, voir Les Liens du sang (film, 1995).
Pour plus de détails, voir Fiche technique et Distribution.
Les Liens du sang est un film français réalisé par Jacques Maillot, sorti le 6 février 2008 en France. Le film a été adapté par Guillaume Canet en une reprise américaine, Blood Ties (2013).
L'histoire est inspirée de celle des frères Bruno et de Michel Papet qui ont grandi à Caluire-et-Cuire, dans le quartier Montessuy.

## Synopsis
Lyon, à la fin des années 1970. Gabriel et François sont frères. Ils sont élevés par leur père. Gabriel est l'aîné. Il a croupi dix ans en prison pour un meurtre commis dans le cadre d'une affaire de proxénétisme. Le fils préféré. François, lui, est, à l'opposé, dans la police, et cherche à se démarquer de son frère.
Quand Gabriel sort de prison, François l'héberge dans une chambre de bonne, le temps qu'il reprenne ses marques, et lui trouve un travail dans un supermarché. La réinsertion est balbutiante, les mauvaises relations, les problèmes d'argent menacent de faire capoter cette nouvelle vie rangée du banditisme.

## Fiche technique
- Titre : Les Liens du sang
- Titre international : Rivals
- Réalisation : Jacques Maillot
- Scénario : Jacques Maillot, Éric Veniard et Pierre Chosson, d'après l'œuvre autobiographique Deux frères, flic & truand de Bruno Papet et Michel Papet
  - avec l'aide à l'écriture de la région Centre et le concours de l'atelier de production Centre-Val de Loire
- Producteurs : Jean-Baptiste Dupont, Cyril Colbeau-Justin
- Coproducteurs : Adrian Politowski, Jeremy Burdek et Nadia Khamlichi
- Producteurs associés : Laurent Bénégui, Grégory Barrey et Romain Rousseau
- Sociétés de production : Studiocanal, LGM Productions, France 3 Cinéma, uFund et 13e rue
- Soutiens à la production : Canal+, CinéCinéma, le tax shelter de Belgique, la Sofica Europacorp, Motion Investment Group et Umedia
- Sociétés de distribution : Studiocanal (France) StudioCanal UK ( Royaume-Uni), Ascot Elite et Frenetic Films (de) ( Suisse) et Folkets Bio ( Suède)
- Photographie : Luc Pages
- Musique : Stéphan Oliva
- Chef décorateur : Mathieu Menut
- Casting : Brigitte Moidon (ARDA)
- Costumes : Bethsabée Dreyfus et Mélanie Gautier
- Cascades : Gilles Conseil, Daniel Vérité, Julien Vérité, Jean-Claude Lagniez et Sébastien Lagniez
- Montage : Andrea Sedlácková
- Décors : Daphné Deboaisne
- Postproduction : Laboratoires Éclair
- Pays d'origine :  France et  Belgique
- Langue : français
- Format : couleur - 2,35:1 Cinemascope - Dolby Digital - 35 mm - Kodak - Fuji Eterna - Super 35 (en)- Panavision Panaflex et Ultra Speed (en)
- Genre : policier, action
- Durée : 106 minutes
- Date de sortie : 6 février 2008 (France)
- Visa d'exploitation no 109 472
- Box-office France : 528 016 entrées[2]
- Budget : 6.13M€[3]
- Banque : Natixis-Coficiné

## Distribution
- Guillaume Canet : François
- François Cluzet : Gabriel, frère aîné de François
- Clotilde Hesme : Corinne
- Marie Denarnaud : Nathalie, petite amie de Gabriel
- Carole Franck : Monique, l'ex de Gabriel
- Olivier Perrier : Henri, le père de Gabriel, de François et de Colette
- Hélène Foubert : Colette, sœur de Gabriel et de François
- Eric Bonicatto : Paulo, complice de Gabriel
- Luc Thuillier : le commissaire Blanqui
- Marie Gili-Pierre : Maryvonne
- Fred Ulysse : Louison, le patron du Rubis
- Nadia Fossier : Jacqueline
- Pierre Pellet : Charles
- Cyril Couton : Fernand Lazaud
- Marc Bodnar : Gérard
- Thierry Levaret : Martial
- Marc Chapiteau : Bouchet
- Mehdi Nebbou : José Lazaga
- Husky Kihal : le premier frère de José
- Rodolphe Couthouis : le second frère de José
- Alain Beigel : Briquet
- Stéphane Gitton : Jumeau #1
- Laurent Gitton : Jumeau #2
- Virgil Leclaire : le fils de François
- Geordy Monfils : le fils de Gabriel
- Chloé Leroi : la fille de Gabriel
- Alain Ussel : le gérant du restaurant
- Patrick Harivel : le petit chef
- Ludovic Dedier : le fils de Paulo
- Sophie Parel : l'employée du Progrès
- Rodolfo De Souza : le concierge
- Laurent Soffiati : Lardot
- Laurent Besançon : Touati
- Joseph Malerba : Braqueur #1
- Thierry Saelens : Braqueur #2
- Michaël Vander-Meiren : Braqueur #3
- Julien Piguet : Braqueur #4
- Bruno Paviot : un inspecteur
- Daniel Isoppo : le conseiller municipal
- Philippe Le Dem : Proxénète 1
- Cyrille Labbe : Proxénète 2
- Thierry Nenez : le client de Monique
- Daphné Tarka : la fille de Corinne
- Philippe Saïd : le pompier
- Aline Chaud : la femme policier
- Didier Nobletz : le braqueur de l'Intermarché
- Patrick Bonnel : le patron du SRPJ
- Alban Casterman : le planton
- Muriel Riou : la prostituée tabassée
- Michel Delannoy : le petit vieux
- Marie-Charlotte Salmon : l'infirmière
- Ingrid Mareski : Marielle
- Benoît Berthon : Inspecteur Annecy #1
- Samuel Poirier : Inspecteur Annecy #2
- Emmanuel Beckermann : Inspecteur Annecy #3
- Fanny Imber : la belle fille du Ruby
- Adeline D'Hermy : la prostituée italienne
- Clément Apertet : (coupé au montage)
- Sarah Grappin : Lydie (coupée au montage)
- Éric Soubelet : gardien de l'ONF (coupé au montage)

## Tournage
Sauf indication contraire ou complémentaire, les informations mentionnées dans cette section proviennent du générique de fin de l'œuvre audiovisuelle présentée ici.Le tournage a débuté le 25 janvier 2007 et s'est déroulé durant 53 jours à Paris (8e arrondissement, 9e arrondissement, 11e arrondissement, 14e arrondissement, 15e arrondissement, 16e arrondissement, 19e arrondissement et 20e arrondissement) et dans sa région, à Lyon et à Annecy et ses environs.
On peut ainsi remarquer le Théâtre antique de Lyon, la Montée Sportisse à Lyon, l'ancienne prison Saint-Paul, l'Intermarché à Noiseau (Val-de-Marne) et le Parc de Saint-Cloud (Hauts-de-Seine).
D'autres scènes ont été tournées à Champigny-sur-Marne, Montreuil, Saint-Maur-des-Fossés, Nanterre, Vitry-sur-Seine, Neuilly-sur-Marne et Saint-Cyr-au-Mont d'Or.

## Autour du film
Sauf indication contraire ou complémentaire, les informations mentionnées dans cette section proviennent du générique de fin de l'œuvre audiovisuelle présentée ici.
- Guillaume Canet, qui incarne dans le film le rôle de François, a tourné lui-même un remake franco-américain intitulé Blood Ties, sorti en 2013.
- Un extrait du film est visible dans le téléfilm Gangstars réalisé par Thierry Tripod et diffusé en 2009.
- Sélection au Festival du Film Francophone de Grèce 2009
- Prix spécial du Jury du Grand Prix du Meilleur Scénariste 2004
- On entend à la 4e minute du film, diffusé dans l'autoradio de la voiture de Guillaume Canet, un extrait d'un bulletin météo présenté par Albert Simon, également reconnaissable à son célèbre accent.

## Musiques additionnelles
Sauf indication contraire ou complémentaire, les informations mentionnées dans cette section proviennent du générique de fin de l'œuvre audiovisuelle présentée ici.
- Sugar baby love des Rubettes
- Libertango d'Astor Piazzolla
- That's the Way (I Like It) de KC & The Sunshine Band
- The Empire - Lalo Schifrin & Dizzy Gillespie
- Sweet Dreams - Gert Wilden
- Roméo et Juliette - Danse des chevaliers - Prokofiev
- Roméo et Juliette - Montagues & Capulets - Prokofiev
- Cinnamon Girl - Neil Young
- Les Amoureux du Havre - Eddie Constantine (non créditée - scène du troquet - 73e minute)